# Ataque naxalita en el valle Darbha de 2013
El 25 de mayo de 2013, un convoy de los líderes del Congreso Nacional Indio fue atacado en el valle Darbha en el distrito Sukma de Chhattisgarh, India, mediante una mina explosiva y un posterior ataque con armas de fuego. El ataque fue perpetrado por los insurgentes naxalitas del Partido Comunista de la India (Maoísta), organización actualmente ilegal. El ataque provocó al menos 28 muertos, entre ellos el del ex ministro de Estado Mahendra Karma.

## El atentado
El distrito Sukma es una parte del denominado corredor rojo, Esta región ha estado bajo un continuo ataque por los maoístas dirigidos a la policía y los líderes políticos de la India. El entonces ministro del Interior, P. Chidambaram había propuesto llevar a cabo la contraofensiva en todo el distrito de Bastar pero se tuvo que suspender debido a la oposición de los líderes del partido, incluyendo a Digvijaya Singh y a algunos miembros del Consejo Consultivo Nacional encabezado por Sonia Gandhi. Los naxalitas habían pedido una bandh el 25 y 26 de mayo de 2013 para protestar por una operación realizada el 17 de mayo de 2013 contra ellos por las fuerzas de seguridad durante una operación anti-naxalitas en la que ocho tribus también murieron, entre ellas tres niños. Los naxalitas también protestaban por la conducta del gobierno y la oposición del Partido del Congreso Nacional indio.
Los líderes del Congreso Nacional de la India estaban llevando a cabo una Parivartan Yatra en el estado con un convoy de 25 vehículos que transportaban alrededor de 200 dirigentes y trabajadores del Congreso. Por la tarde egresaban de una reunión organizada en Sukma y se dirigían a Keshloor, una población cercana a Jagdalpur a través de la carretera nacional 221 que conecta al estado de Chhattisgarh con el vecino estado de Andhra Pradesh con la programación de realizar su último mitin allí. Casi todos los altos dirigentes de los partidos estatales como el exministro de la unión Vidya Charan Shukla, el exministro de Estado, Mahendra Karma, el alto dirigente del Congreso Gopi Madhwani, y la líder tribal Phulo Devi Netam de Bastar estaban presentes.